# GWR Records
GWR Records war ein britisches Independent-Label mit Sitz in London, das auf Heavy Metal, Thrash Metal, Space Rock und Punkrock spezialisiert war.

## Geschichte
1984 befanden sich Gerry Brons Bronze Records in finanziellen Schwierigkeiten, was zu einer Unterbrechung der Aufnahmeaktivitäten für Motörhead führte. Schließlich kauften die Motörhead-Manager Douglas Smith und Dave Simmons die Band aus ihrem Vertrag und Bron verkaufte anschließend die Bronze-Records-Rechte an den Legacy-Records-Inhaber Ray Richards.
Anschließend kontaktierte Richards Smith mit einem Vorschlag für ein Joint Venture zur Veröffentlichung eines neuen Produkts von Motörhead, was zur Gründung von GWR Records führte (benannt nach Smiths Geschäftsadresse 15 Great Western Road). Neben Motörhead veröffentlichte das Label hauptsächlich Produkte von mit Smith verbundenen Acts wie Girlschool, Fastway, Hawkwind, Tank, Atomgods und Anti-Nowhere League sowie Bands aus der Thrash Metal Szene.
1992 wurde Smith als Geschäftsführer des Unternehmens verdrängt und der Katalog des Labels wurde von Castle Communications übernommen, das später Teil der Sanctuary Records Group wurde.

## Wichtige Künstler (Auswahl)
- 7 Seconds
- Anti-Nowhere League
- Atomgods
- Cro-Mags
- Fastway
- Girlschool
- Hawkwind
- Helix
- Holy Moses
- Killer Dwarfs
- King Kurt
- Living Death
- Mass
- Mekong Delta
- Motörhead
- Ronnie Montrose
- Social Distortion
- Sword
- Tank
- The Batfish Boys
- The Pandoras
- The Vandals
- Thor
- TSOL
- Wasted Youth
- Wendy O. Williams